# Ahmed Faris Al-Binali
Ahmed Faris Al-Binali (Al-Wakra, 8 de março de 1977) é um futebolista catariano. Atua como defensor.
Jogou por 12 anos no Al-Arabi, entre 1995 e 2007. Transferiu-se neste mesmo ano para o Al-Gharrafa.

## Títulos
Al-Arabi
- Liga do Qatar: 1994-95, 1996-97, 1997-98
- Copa do Príncipe do Qatar: 1997

 Al-Gharafa
- Liga do Qatar: 2007-08, 2008-09, 2009-10
- Copa Emir: 2009, 2012